# Sara Torres (escritora)
Sara Torres Rodríguez de Castro (Gijón, 1991) es una poeta y novelista española.

## Trayectoria
Estudió Lengua Española y sus Literaturas en la Universidad de Oviedo. Se doctoró en la Queen Mary University de Londres con la tesis The Lesbian Text: Fetish, Fantasy and Queer Becomings (El texto lesbiano. Fantasía, fetiche y devenires queer). También en Londres cursó un máster interdisciplinar en el King´s College especializándose en teorías de la textualidad, psicoanálisis, estudios queer y feminismos. 
Torres ha sido profesora de estudios culturales con perspectiva de género en la Universidad Autónoma de Barcelona. En 2022 fue coordinadora del ciclo de Poesía en Acción del Museo Carmen Thyssen de Málaga.
Actualmente vive en Alemania y trabaja con una beca postdoctoral de la Universidad de Passau, investigando sobre la escritura que surge después de recibir un diagnóstico de cáncer. También escribe regularmente para ElDiario.es en la sección Está bien sentir. 

## Obra
Libros:
- La otra genealogía. Torremozas,  2014. Premio Gloria Fuertes en su XV edición.
- Conjuros y cantos. Kriller71, 2016.
- Phantasmagoria. La Bella Varsovia, 2019.
- El ritual del baño. La Bella Varsovia, 2021.
- Lo que hay. Reservoir Books, 2022. Premio Javier Morote 2022.
- Deseo de perro. Letraversal, 2023.
- La seducción. Reservoir Books, 2024.

Libros colectivos:
- Querida Theresa. Comisura, 2022.

Participación en antologías:
- Outra maneira de olhar (eds.:Carlos Castillo Pais y Miguel Floriano) Ediçoes Colobri, Lisboa 2020.[6]

## Premios y reconocimientos
En el año 2014 ganó el Premio Gloria Fuertes de poesía joven. Por su primera novela, Lo que hay, recibió el Premio "Javier Morote", otorgado por CEGAL (Confederación Española de Gremios y Asociaciones de Libreros), a la mejor autora revelación en 2022.